# Яйла

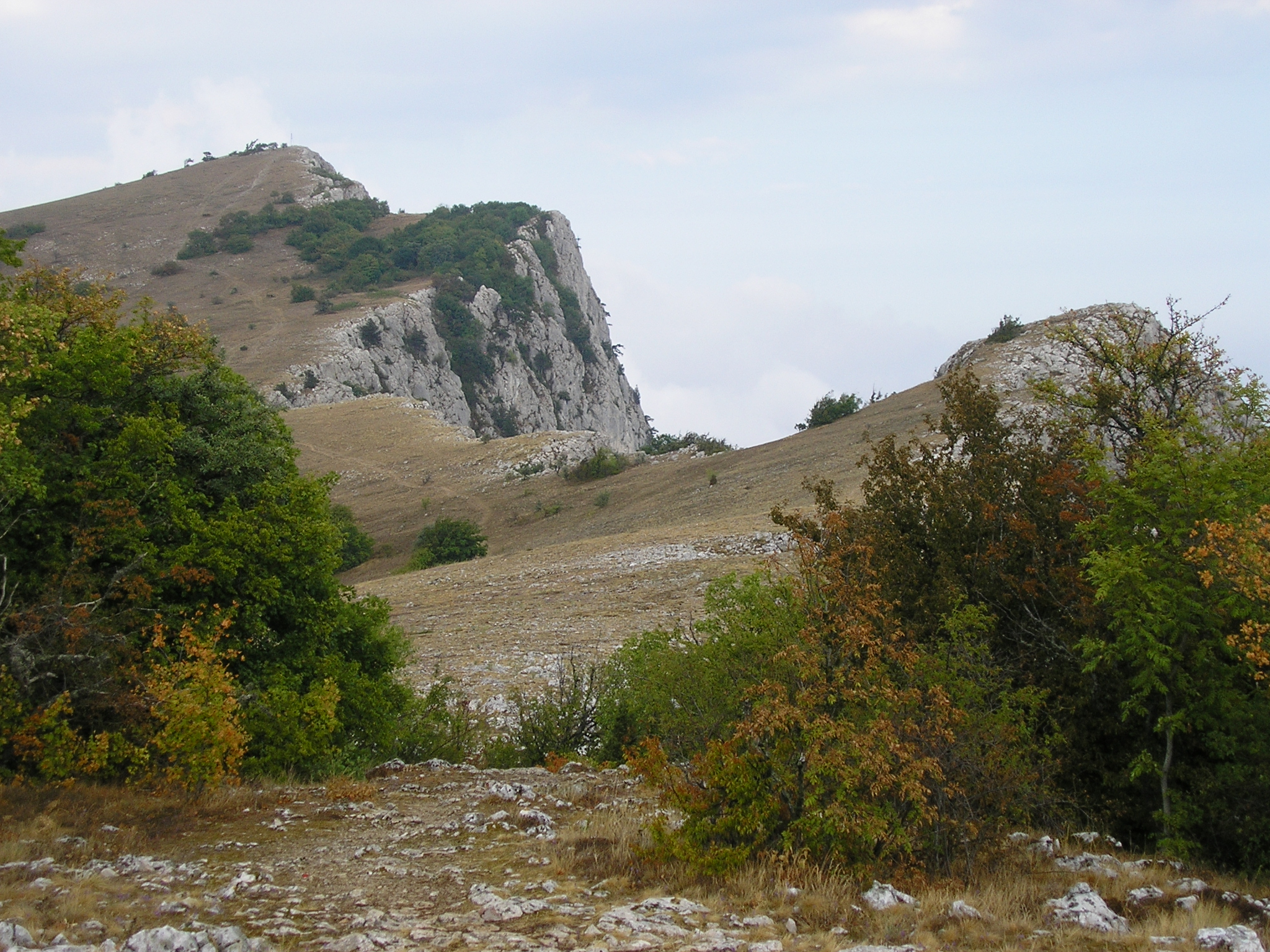
Ай-Петринская яйла

Яйла́ (общетюрк. яй «лето»; крымскотат. yaylaq «высокогорное летнее пастбище») — плоские безлесные места на горах Крыма, используемые в качестве летних горных пастбищ. В ряде дореволюционных русскоязычных энциклопедий встречается название Джейла. Представляет собой относительно горизонтальный участок горной местности (вершинное плато), имеющий достаточное количество плодородной почвы и влаги и годный, в летнее время, для выпаса скота.
В отличие от обычных горных хребтов, яйлы не остроконечны, по их вершинам удобно прокладывать тропы и даже дороги. Небольшие яйлы используются пастухами в течение одного-двух дней, а на крупные яйлы, представляющие собой небольшие плато, чабаны иногда переселяются на всё лето.

## Этимология
Слово «яйла» имеет тюркское происхождение, например, крымскотат. yayla и тур. yayla, означающие «плато», происходят от тюркского корня jaj [yay] «лето». Туркмены Средней Азии используют этот же термин, остальные среднеазиатские тюркоязычные народы — однокоренной термин джайляу.

## Описание

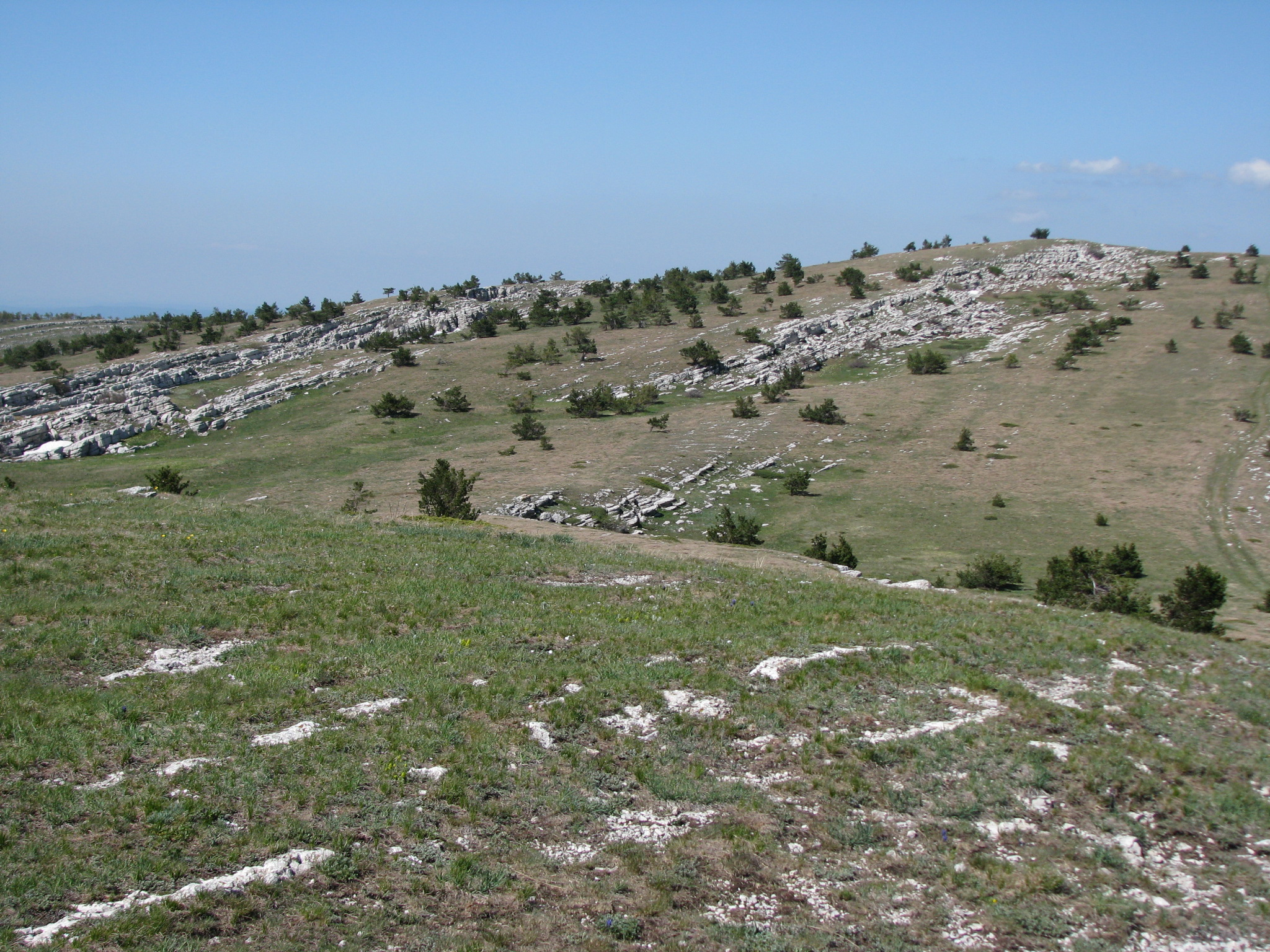
Ряды камней на вершинах некоторых яйл представляют собой в определённой степени и результат деятельности человека: так здесь издавна задерживали таяние снега для сохранения источника воды

Крымские яйлы представляют собой холмистые нагорные плато, покрытые альпийскими лугами с обилием трав и цветов. Поскольку они плоские, сложены юрскими известняками и песчаниками, вода в них обычно не стекает по склонам, а просачивается вниз, образуя карстовые формы рельефа (воронки, пещеры, гроты). Реки и озёра на крымских яйлах практически отсутствуют, равно как и леса. Влаги, выпадающей в виде осадков, хватает на поддержание степных горных ландшафтов умеренного типа (в более низких и южных частях — средиземноморского) с редкими вкраплениями хвойных деревьев. Почти полное отсутствие лесного покрова объясняется также вырубкой лесов и чрезмерной эксплуатацией пастбищ на протяжении тысячелетий.
Следы стоянок древнего человека указывают на то, что люди освоили крымские яйлы ещё в каменном веке, хотя яйлы являются самым прохладным местом Крыма: даже в середине лета погода здесь может резко испортиться — тепло сменяется холодным резким ветром, дождями и туманами. Самым холодным местом полуострова является Ай-Петринская яйла со средней температурой июля +16 °C и среднеянварской −3 °C (местами до −5,5 °C). Раньше крымские яйлы также использовались как летние пастбища — летом там пребывали пастухи (чабаны) со стадами овец и коз. С 1960-х годов выпас скота на крымских яйлах запрещён, так как массовое уничтожение травяного покрова овцами приводит к эрозии почвы.
Яйлы Главной гряды Крымских гор (Байдарская, Ай-Петринская, Ялтинская, Никитская, Гурзуфская и Бабуганская) связаны между собой и образуют сомкнутую вершину. Яйлы Центральной гряды отличаются от них тем, что расположены восточнее, представляют собой разобщённые массивы, которые разделены глубокими проходами.
Ширина яйлы варьирует в пределах от 0,5 до 10 км. Водозадержание является важной проблемой жизнедеятельности человека и животных на яйле: ввиду преобладания в Крыму куэстовых рельефов, а также из-за сильных ветров с северо-запада снег с яйлы обычно сдувается под её южную кромку. Оттуда весной бурные потоки воды от тающего снега быстро уносятся в море, приводя к эрозии. Что касается рельефа, то у большинства крымских яйл крутые, обрывистые южные склоны при более пологих северных, и в этом смысле они представляют собой куэсты, хотя последние, в отличие от яйл, не являются сугубо крымской формой рельефа. Однако и те, и другие имеют некую культурологическую привязку: куэсты — к испаноязычным регионам, а яйлы — к тюркоязычным. Именно на Крымском полуострове слово яйла приняло значение «горное плато».
В плане геологии крымские яйлы сложены преимущественно верхнеюрскими известняками возрастом до 150 миллионов лет, а потому подвержены карсту вследствие просачивания воды: здесь повсеместно можно встретить многочисленные полья, карры, провалы, воронки, гроты и пещеры. На самых высоких участках есть ледяные образования, хотя ледники как таковые отсутствуют. У крутой южной кромки регистрируются оползни и обвалы, а также вблизи речных долин встречаются каньоны и щели. Яйлы наиболее характерны для Главной гряды Крымских гор (площадь — 1565 км²), которая состоит из следующих массивов:
- Байдарская яйла
- Ай-Петринская яйла
- Ялтинская яйла
- Никитская яйла
- Гурзуфская яйла
- Бабуган-яйла
- Чатыр-Даг-яйла

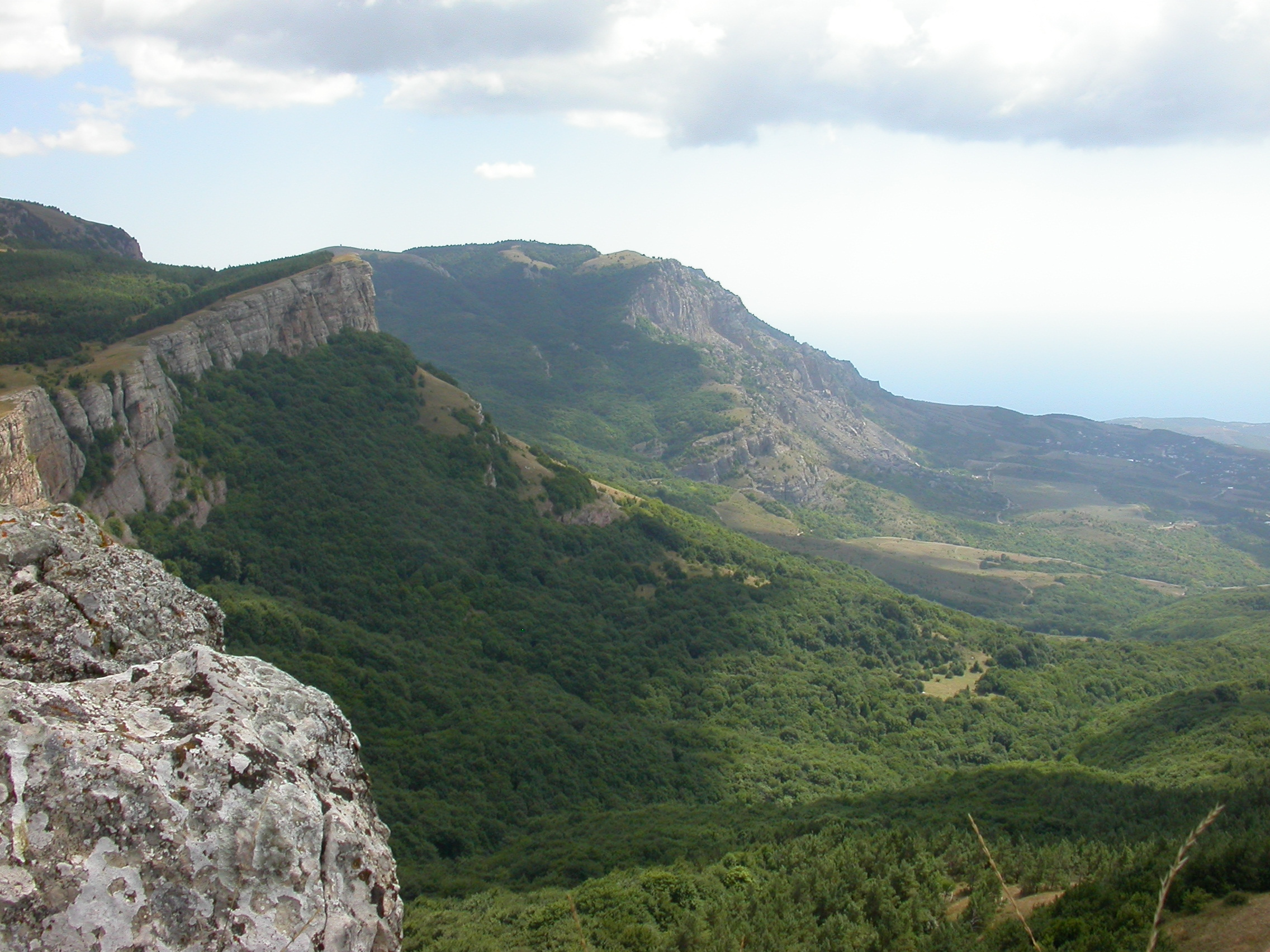
Южная кромка (клиф) яйлы

- Долгоруковская яйла (Субаткан-яйла)
- Демерджи-яйла
- Караби-яйла
- Яйла Орта-сырт
- Тырке-яйла

## Флора и фауна

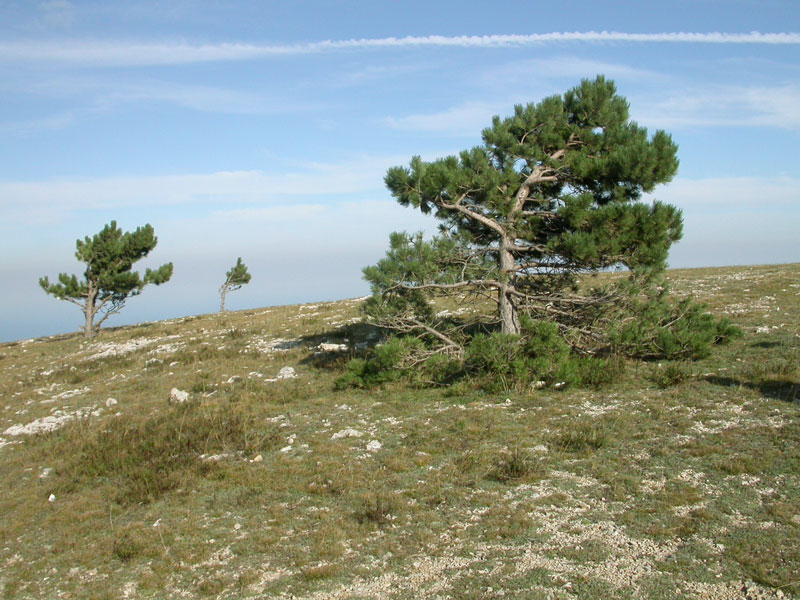
На Ай-Петринской яйле в Крыму

Яйлы в основном безлесны, но по разным причинам. На некоторых высоких яйлах безлесность объясняется законом вертикальной зональности, если они лежат выше естественной границы лесов. Плато Крымских гор расположены не на каком-то одном уровне, а на высотах от 600 до 1500 м над уровнем моря. А так как одно плато над другим размещены ступенчато, то лес отлично растёт на склоне между двумя яйлами, как, например, между Долгоруковской и Тырке-яйлой. Одно время эту разницу объясняли тем, что на плоскогорьях человек за много веков выжег и вырубил леса (что отчасти верно для некоторых яйл), однако результаты палеоботанических исследований убедительно свидетельствуют, что в древние времена не все плоскогорья были сплошь покрыты лесом. Скорее это была лесостепь; открытые ветрам возвышенные места оставались безлесными, будучи «царством трав». На крымских яйлах с конца апреля до осени цветут: крокусы, горицвет (адонис весенний), ирисы, фиалки, вероника, лапчатка, лабазник, подмаренник, тысячелистник, зверобой, душица, сон-трава, ясколка Биберштейна (крымский эдельвейс). Травы яйлы: типчак, степная осочка, клевер, манжетки, ковыль, мятлики, овсяницы, пырей, тимофеевка, ежа, коротконожка. Не менее пятисот видов растений насчитывается на Демерджи. Сорок пять видов растений встречаются только на яйлах, являясь эндемиками.
Крымские яйлы являются местом произрастания большинства эндемиков полуострова, среди которых выделяются эспарцет яйлинский и ясколка Биберштейна, также известная как крымский эдельвейс. Флора крупнейшей по площади Караби-яйлы насчитывает 481 вид растений. Всего же на крымских яйлах произрастает до 930 видов растений. Флора крымских гор напоминает альпийские луга. В лесопосадках преобладает сосна обыкновенная (до 70 %), остальные 30 % — смесь следующих видов: клён белый, или явор, дуб скальный, дуб пушистый, сосна крымская, сосна Коха, бук, граб, лиственница сибирская, ель восточная, осина зеленокорая, черемуха обыкновенная, юрга крупнолистная, акация жёлтая, кизильник блестящий.

## Сохранность и угрозы
Несколько тысячелетий бездумного антропогенного воздействия привели к денудации крымских яйл и как следствие — к их обезвоживанию и к эродированию окружающих ландшафтов. В 1867 в Крым была впервые направлена особая госэкспедиция, целью которой было принять меры по обводнению яйл. В 1906 году по проекту инженера Иосифа Сикорского на яйле было построено единственное в своём роде водохранилище Сикорского, просуществовавшее до крымского землетрясения 1927 года. В 1918 г. академик В. И. Вернадский и д-р биол. наук Е. В. Вульф изучали причины безлесия яйл и проблемы их проектируемого облесения. Яйлы могут и должны играть важную водоохранную, лесоамелиоративную и средообразующую роль в Крыму. За период между 1957 и 1987 годами советские власти восстановили леса на 3,5 тыс. га яйл, что составляет порядка 10 % их общей площади.

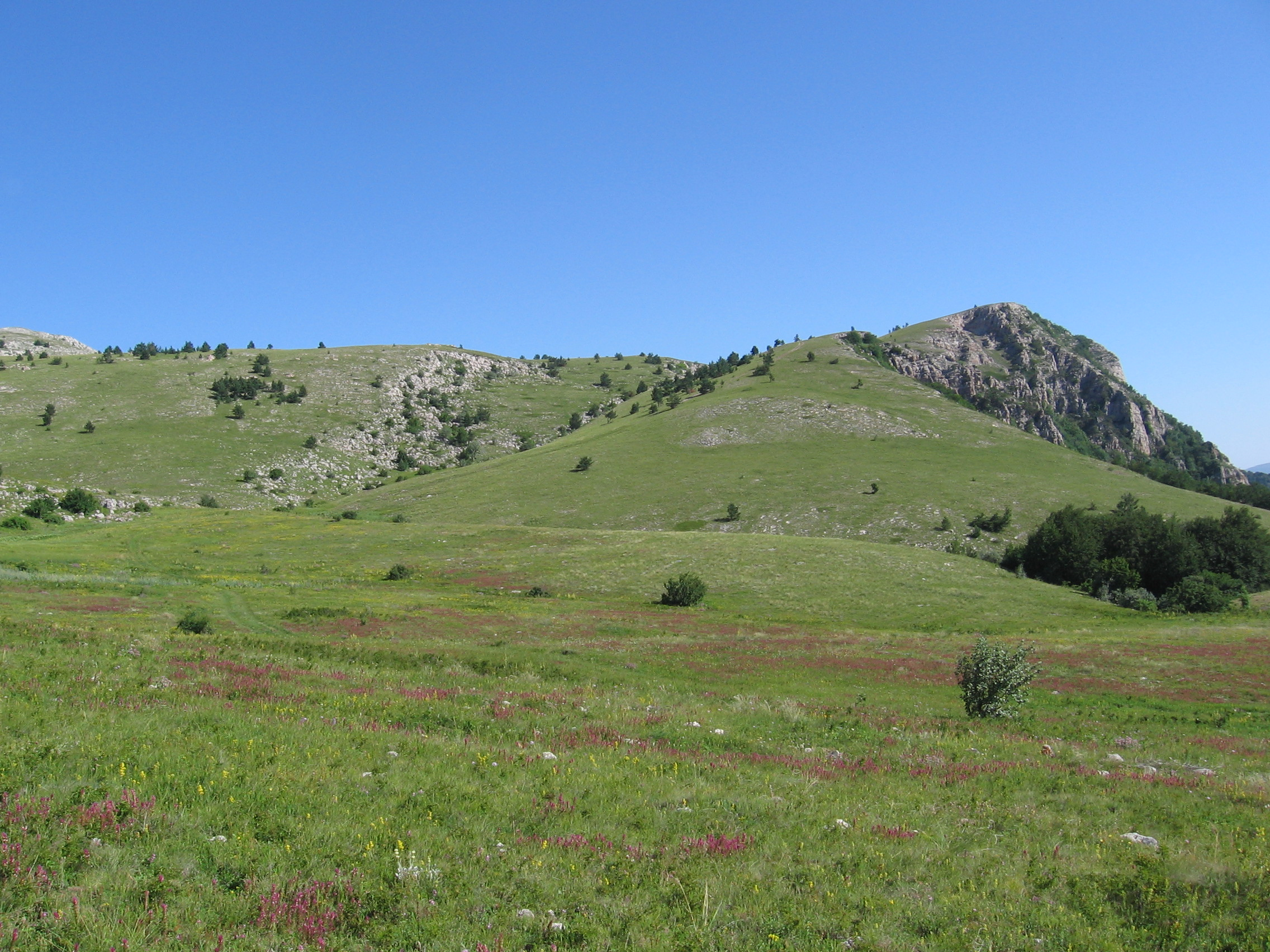
Бабуган-яйла
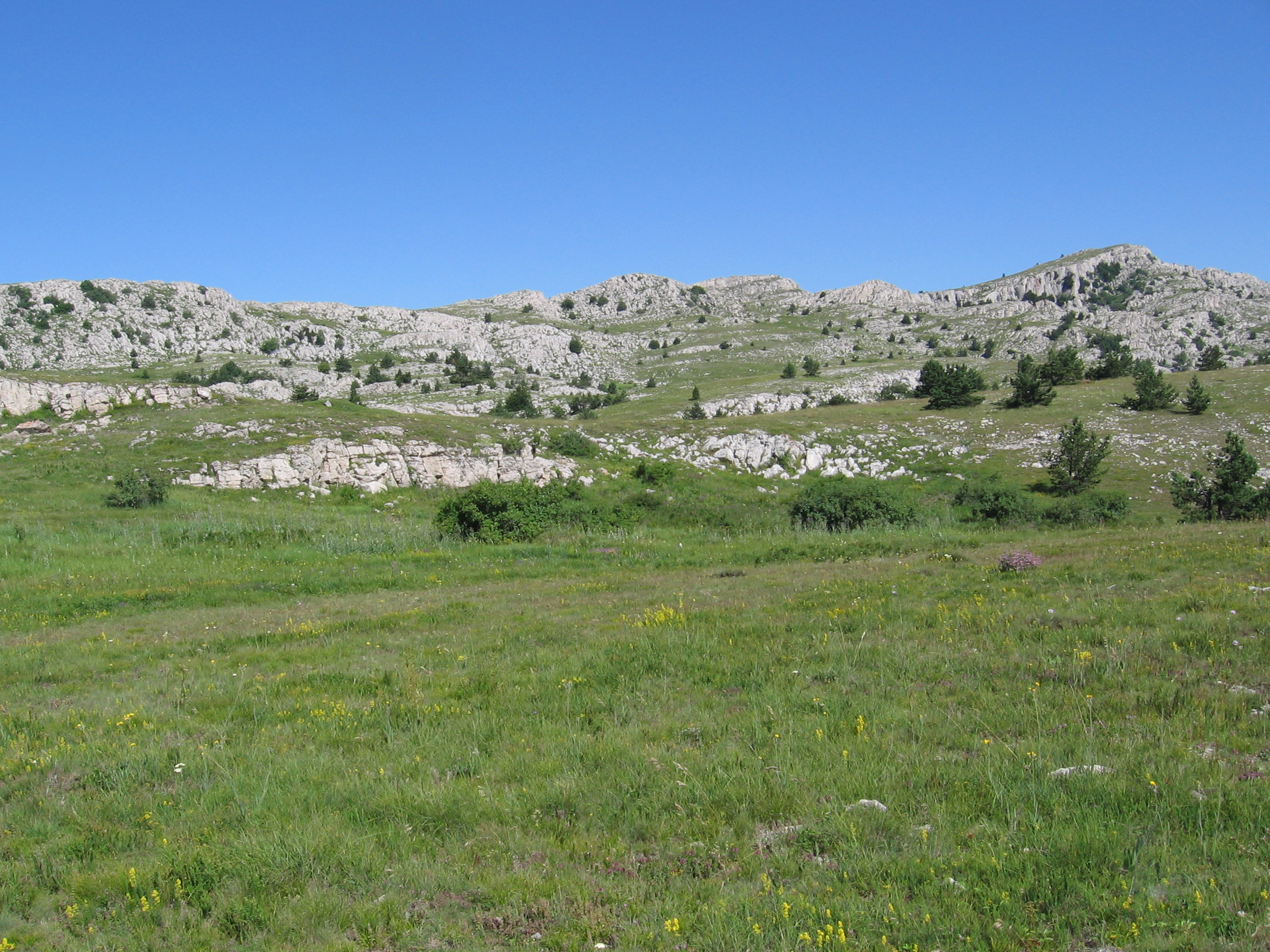
Бабуган-яйла
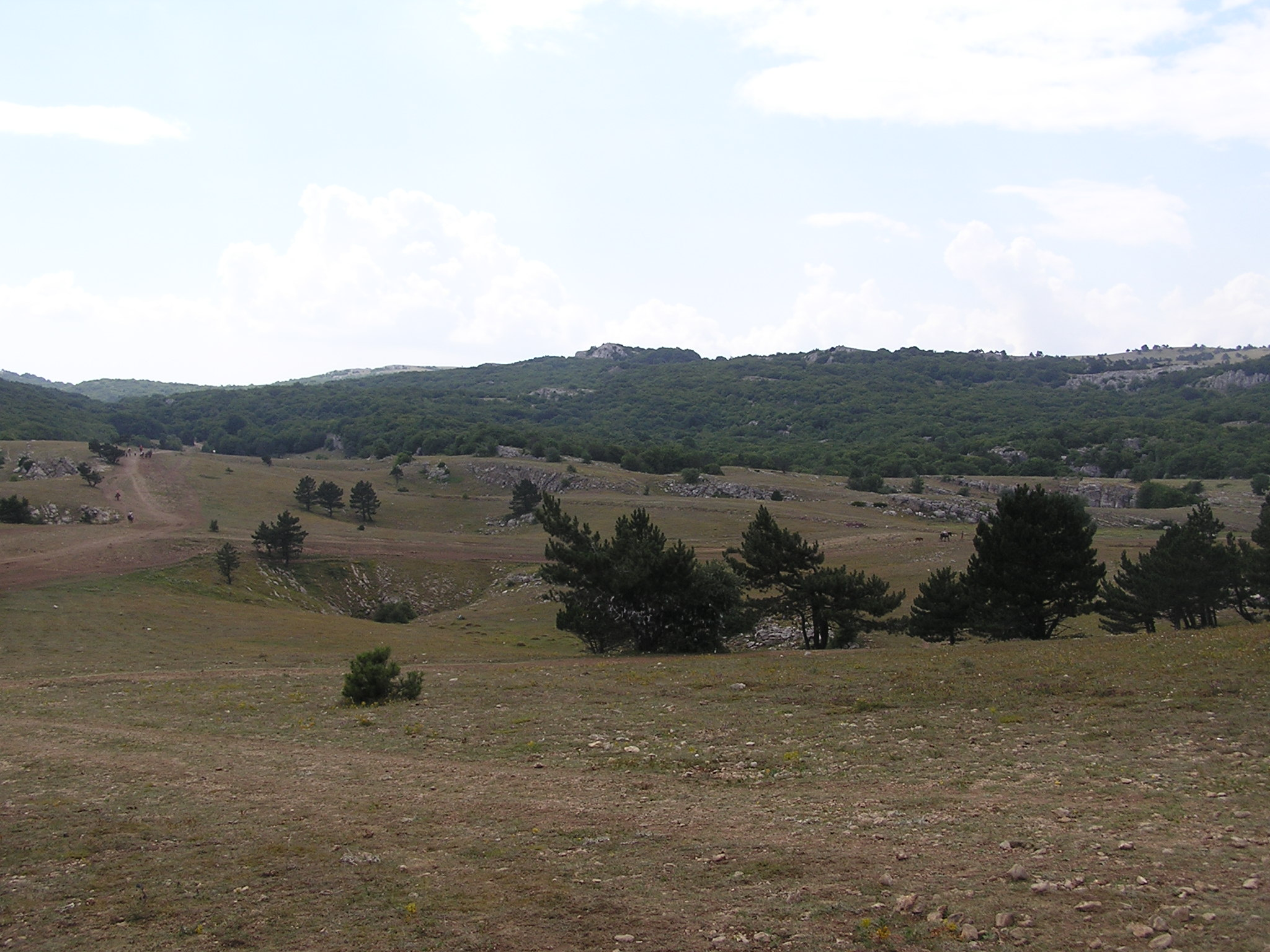
Ай-Петринская яйла
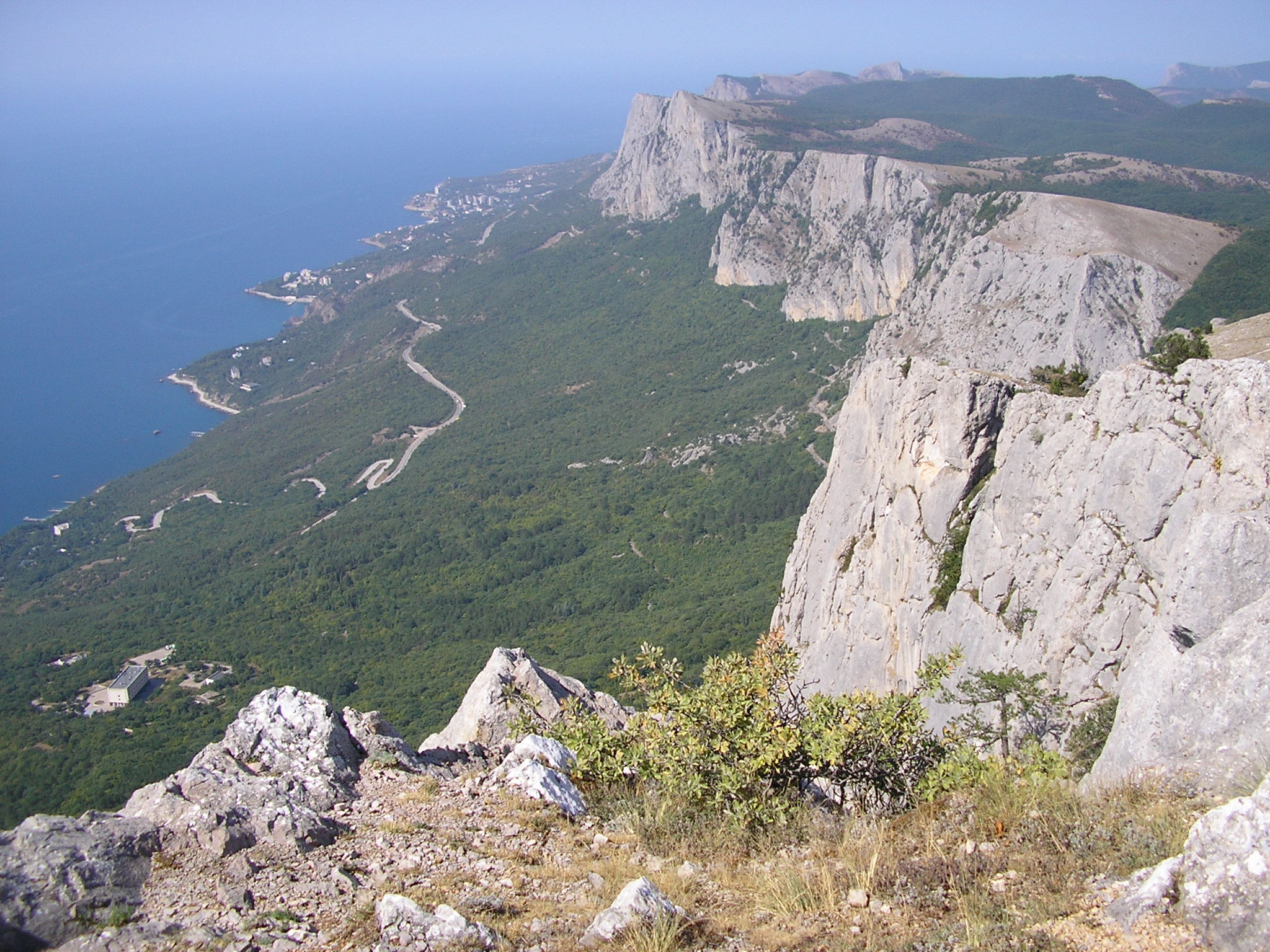
Южная кромка Ай-Петринской яйлы и вид на Южный берег Крыма
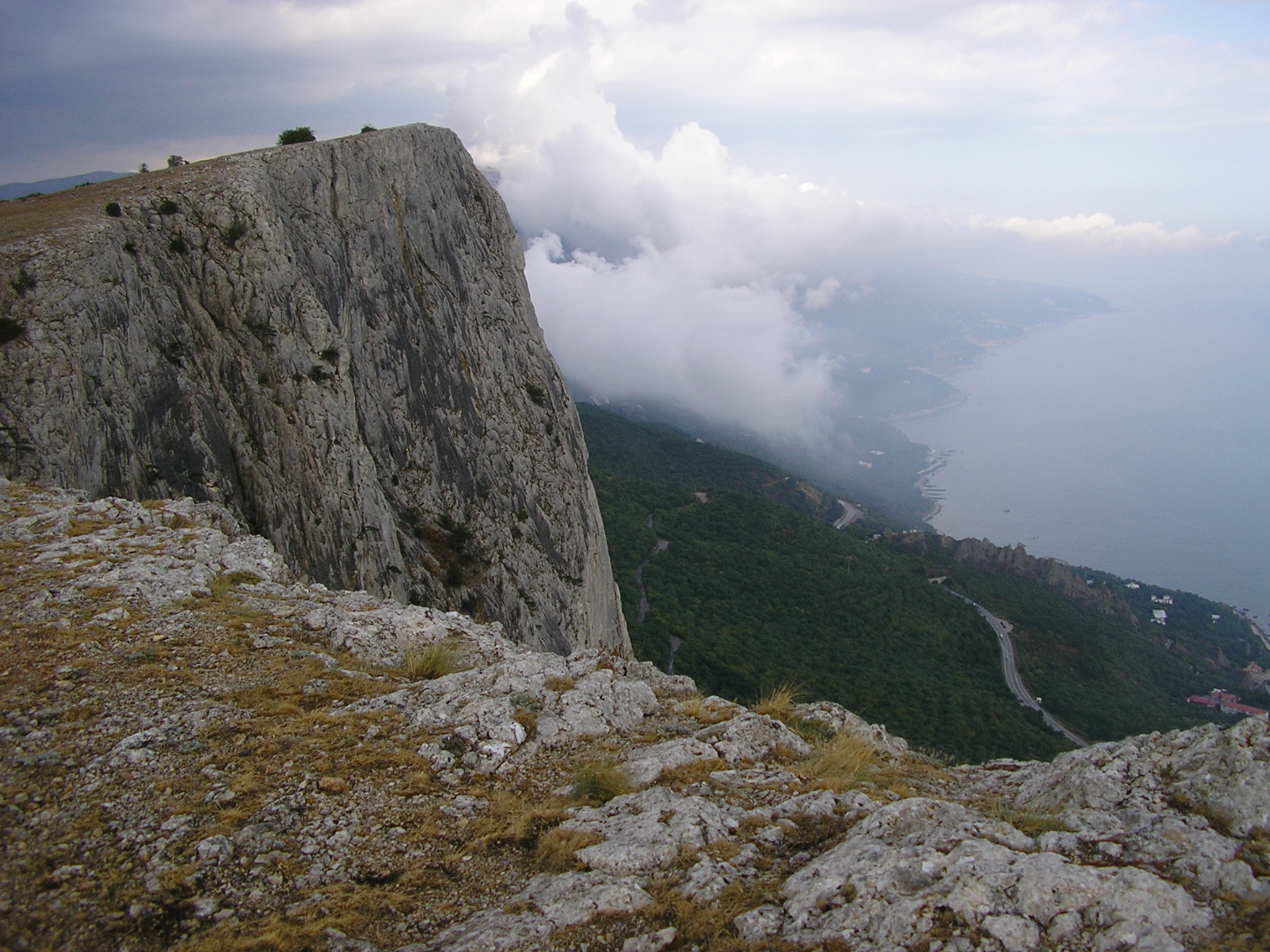
Вид с Ай-Петринской яйлы на Южный берег Крыма
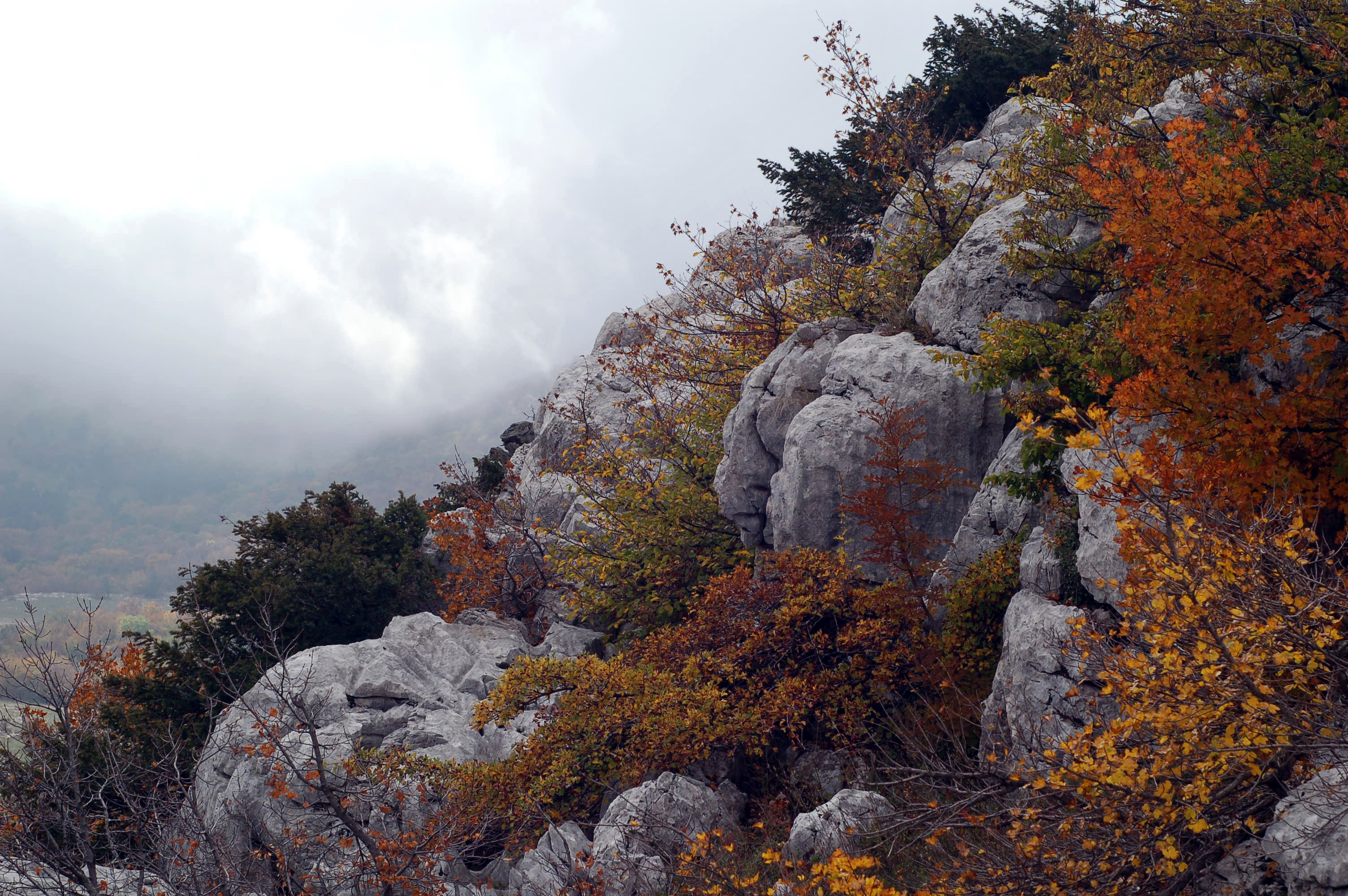
Осень на яйле